# Mallacoota latibrachium
Mallacoota latibrachium is een vlokreeftensoort uit de familie van de Maeridae. De wetenschappelijke naam van de soort is voor het eerst geldig gepubliceerd in 1905 door Walker.